# Kościół Apostołów Piotra i Pawła w Zamarskach
Kościół Apostołów Piotra i Pawła w Zamarskach – kościół ewangelicko-augsburski w Zamarskach, w województwie śląskim w Polsce. Należy do parafii ewangelicko-augsburskiej w Cieszynie.

## Historia
Szkoła ewangelicka w Zamarskach została założona w 1808 r., a cmentarz powstał w 1880 r. na terenie podarowanym przez Pawła Kozła, którego mianowano przewodniczącym Ewangelickiej Gminy Cmentarnej. Na środku cmentarza wystawiono żelazny krzyż, którego autorem był Jan Wiecheć - pierwszy pochowany na jego terenie.
W latach 1883–1892 członkowie zboru wybudowali kaplicę cmentarną. Dzwony zawieszone w kaplicy zostały zajęte w 1915 r. na potrzeby wojenne. Nowe zainstalowano w 1922 r. Podczas uroczystości wystąpił chór młodzieżowy, na bazie którego w 1930 r. powstał Związek Polskiej Młodzieży Ewangelickiej.
Cmentarz powiększano dwukrotnie dzięki ziemi przekazanej przez parafian. Po raz kolejny dzwony zarekwirowano w 1940 r.
Od 1948 r. dzięki pracy Związku Polskiej Młodzieży Ewangelickiej odbywają się szkółki niedzielne. W 1958 r. rozpoczęto prowadzenie lekcji religii, wybudowano też budynek pomocniczy. Rok później zakupiono nowe dzwony.
Następnie z powodu braku miejsca oraz złego stanu budynku przystąpiono do rozbudowy kaplicy na kościół, poświęcony w 1970 r. przez księdza biskupa Andrzeja Wantułę. Wprowadzono automatyczną obsługę dzwonów, zakupiono organy elektronowe, świątynię podłączono do sieci gazowej i wodociągowej. Powiększenie obiektu poprawiło warunki prowadzenia szkółek niedzielnych i chóru kościelnego, zwiększyła się częstotliwość sprawowania nabożeństw.
Jednak kościół stał się ponownie niewystarczający dla zboru. Dokonano kolejnego powiększenia świątyni, poświęconej ponownie 16 czerwca 1991 r. przez biskupa Jana Szarka.
Nabożeństwa w kościele odbywają się w każdą niedzielę i święta.